# Cerynea cadoreli
Cerynea cadoreli är en fjärilsart som beskrevs av Pierre E.L. Viette 1976. Cerynea cadoreli ingår i släktet Cerynea och familjen nattflyn. Inga underarter finns listade i Catalogue of Life.